# Тредьяковский, Лев Васильевич
Ле́в Васи́льевич Тредьяко́вский (ок. 1746 — 24 апреля 1812, Москва) — государственный деятель Российской империи, тайный советник, исполняющий должность рязанского губернатора, ярославский и смоленский губернатор, масон. Сын поэта Василия Тредьяковского.

## Биография
Лев Васильевич родился приблизительно в 1746 году в семье известного русского учёного и поэта Василия Кирилловича Тредьяковского.

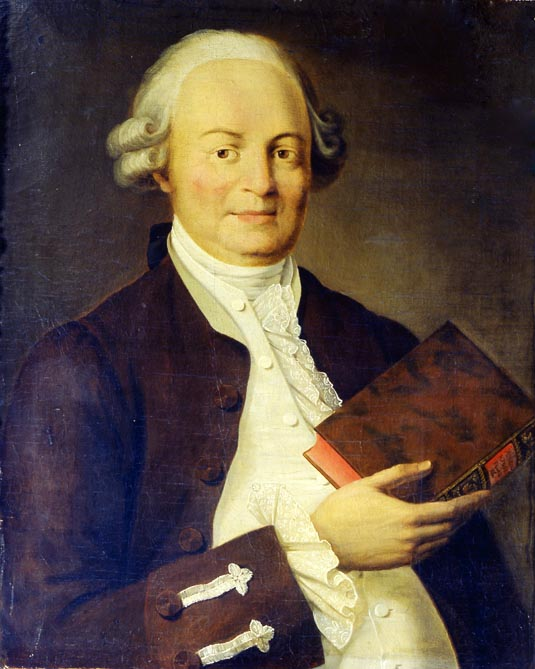
Поэт В. К. Тредьяковский — отец Льва Васильевича

Служить начал в возрасте 12 лет юнкером, а затем секретарём мануфактур-конторы. С 1770 по 1776 год — секретарь герольдмейстерской конторы.
В 1779 году получил чин надворного советника, в 1781 году — коллежского, а в 1790 году — статского советника.
Признанием заслуг Тредьяковского в обществе стало принятие его в 1771 году в члены аристократического Английского клуба, старшиной которого он был избран в 1788 году.

### Рязанское наместничество (1793—1797)
В 1793 году Тредьяковский отправился на службу в Рязанское наместничество, где состоял поручиком губернатора Кологривова.
В связи с ухудшением самочувствия и отправления последнего в отставку, 4 октября 1793 года становится исполняющим должность Рязанского губернатора.
1 января 1795 года на должность Рязанского губернатора из Тобольска присылают генерал-поручика Ивана Осиповича Селифонтова, и Лев Васильевич возвращается к должности поручика. 13 марта 1796 года вместо Селифонтова назначают нового губернатора — Михаила Ивановича Коваленского.
Лев Васильевич сложил свои полномочия 29 августа 1797 года в связи с назначением на должность Ярославского губернатора.
Однако и после оставления должности Тредьяковский продолжал пользоваться значительным уважением среди рязанских дворян и чиновников. Так, например, 27 ноября 1804 года он был приглашён на открытие Рязанской гимназии.
С пребыванием его в этой должности связано создание «Атласа Рязанского наместничества», под руководством губернского землемера М. Тулаева.

### Смоленское губернаторство (1797—1800)
10 сентября 1797 года Лев Васильевич был назначен Ярославским губернатором, но уже 11 декабря его переводят на должность Смоленского губернатора
Вступив в управление Смоленской губернией, Лев Васильевич сразу же выступил с инициативой создания в Смоленске особого заведения для содержания и воспитания «сирот благородного поколения», то есть дворянских детей. Как гласила резолюция на докладной записке по поводу учреждения в Смоленске «дома призрения ближнего», Павел I повелел это дело «предоставить собственной воле дворянства без всякого предупреждения правительства».
За время губернаторства при Тредьяковском были составлены «генеральные» почтовая и гидравлическая карты Смоленской губернии и настольный регистр всех дел губернского правления, взысканы недоимки за прошлые года по рекрутам и доходам, «начал устраиваться» рабочий дом и лазарет для преступников.
В 1798 году Лев Васильевич был награждён орденом Святой Анны I степени.
В августе 1798 года Тредьковский предложил в каждом из упразднённых уездных центров губернии (Духовщине, Красном и Ельне) учредить должность офицера, который следил бы за порядком, так как эти города после ликвидации в них присутственных мест управлялись выборными от купцов и мещан ратушами, возглавлявшимися бургомистрами, которые осуществляли слабое управление, что нередко приводило к различного рода беспорядкам (дракам, притеснениям приезжающих в город и проезжающих его).
Были ли реализованы эти инициативы Тредьяковского или нет, точно не известно. В начале 1799 года он уже просил генерал-прокурора ходатайствовать пред императором о своём переводе обратно в Рязань. Ходатайство удовлетворено не было.
В июле 1800 года получил чин тайного советника.

### Отставка и смерть (1800—1812)
В октябре 1800 года, находясь в должности смоленского губернатора, просил «благоволения» и «благодетельствования» у очередного генерал-прокурора, Петра Хрисановича Обольянинова, на свою отставку в связи с болезнью глаз. Прошение Тредьяковского об отставке было удовлетворено императором 24 октября 1800 года. Лев Васильевич получил пожизненную пенсию в размере губернаторского жалования.
Последние годы жизни провёл в Москве, где скончался 24 апреля 1812 года. Похоронен на Ваганьковском кладбище. Эпитафия на его могиле гласила: «Драгоценный памятник для тех, кто знал его — тот знал добрый совет, благодарные чувства его и сердце нежное, исполненное любви к ближнему». Ныне могила утрачена.